# Bernd Hartstein
Bernd Hartstein, né le 26 octobre 1947 à Ostrau et mort le 23 février 2002, est un tireur sportif est-allemand.

## Carrière
Bernd Hartstein participe aux Jeux olympiques de 1980 à Moscou et remporte la médaille d'argent dans l'épreuve de la carabine 50 mètres trois positions.